# نادی‌تسنک
نادی‌تسِنک (به مجاری:  Nagycenk) یک منطقهٔ مسکونی در مجارستان است که در ناحیه شوپرون واقع شده و ۱۹٫۴۶ کیلومتر مربع مساحت و ۱٬۸۵۶ نفر جمعیت دارد.